# ビッザリーニ・ストラーダ

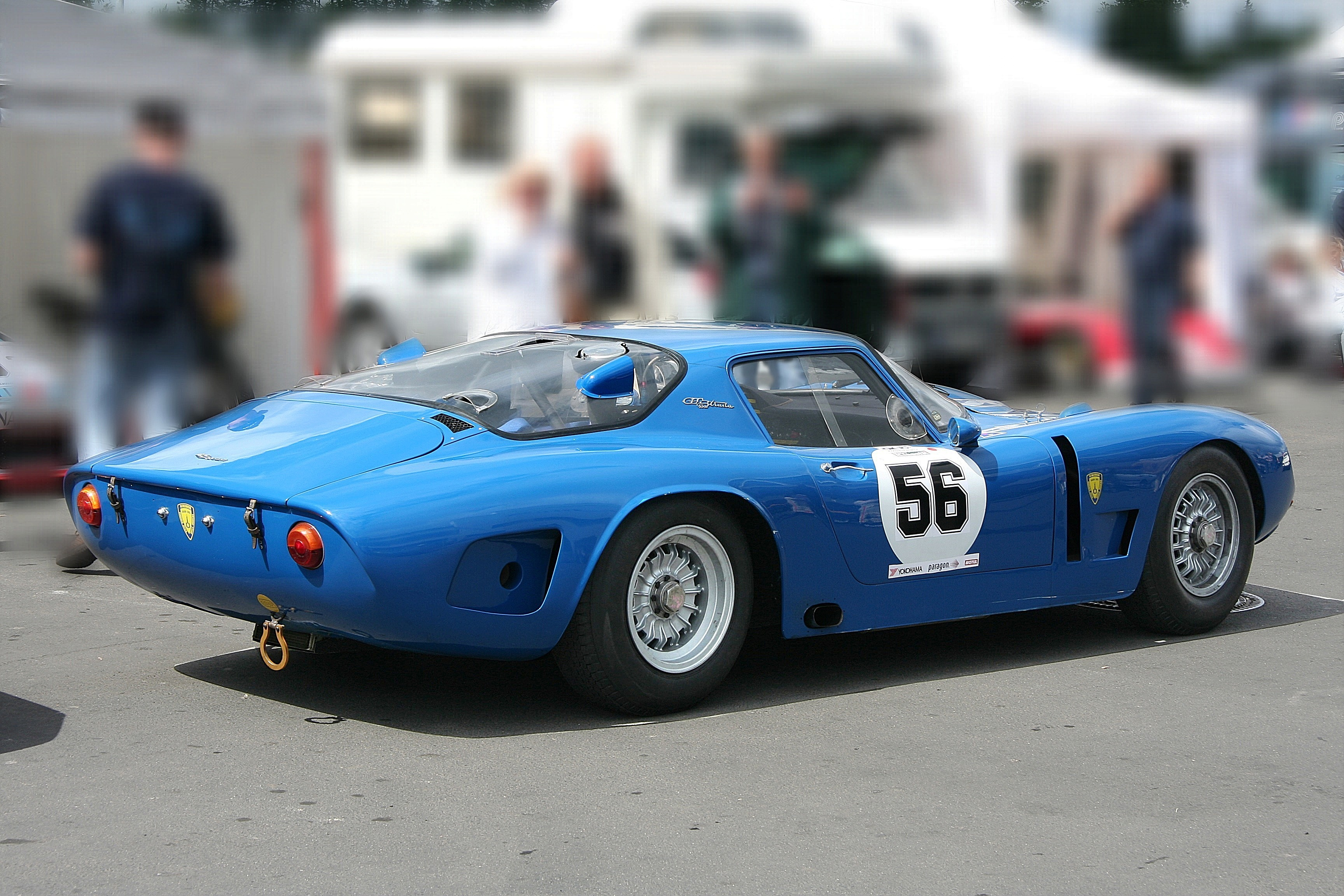
リアビュー

ストラーダ（Strada ）は、1964年から1968年かけてビッザリーニが製造・販売したスポーツカーである 。非常に低いスラン2シートクーペ、ロードスター、トラックチューンされた「Corsa」レーサー として販売されており、ビッザリーニの最も成功したモデルであることが証明された。5300 GTストラーダ、5300 GTとも呼ばれている。

## 歴史
ストラーダは1963年に元フェラーリのチーフエンジニアであるジオット・ビッザリーニによって設計された。ストラーダは彼の会社によって1964年に発売された。これもビッザリーニによって設計されたイソ・リヴォルタ・グリフォに似ており、計画段階でグリフォの名前を使用したこともある。また、イソ・リヴォルタの溶接ユニボディプラットフォーム。
ストラーダは、フロントミッドエンジン、後輪駆動レイアウトを採用しており、5.4 L（5,358 cc）の327シボレースモールブロックエンジンを搭載し、定格は365 hp（272 kW）から385N⋅m（ 道路の合法バージョンでは284lb⋅ft、Corsaでは400 hp（298 kW）。車は0〜100 km / h（62 mph）で7秒未満で加速でき、280 km / h（174 mph）の最高速度を達成した。その後のモデルでは、5,358 ccのエンジンが、ホーリーキャブレーターを搭載した7,000 ccの大型ユニットに置き換えられた。
ダンロップ製4輪ディスクブレーキ、ボルグワーナー製T-10 4速MT、ドディオンチューブリアサスペンション、LSDも使用された。ジョルジェット・ジウジアーロは、ベルトーネスタイルのアルミニウムボディに影響を与え、当時としては目を見張るものがあり、21世紀にはまだ「ゴージャス」で「絶対的な傑作」と見なされていた。完全なコンバーチブルであるプロトタイプと、取り外し可能なTトップを備えた2つの量産型を含む、3つのオープン版も生み出された。
1965年、ビッザリーニ・グリフォはルマンでクラスを制し、総合9位で終了した。
1964年から1968年までに合計133台が生産された。